# 邓禄普
邓禄普（英語：Dunlop）是一家来自英国的跨国企业，经营多项业务。该品牌得名于苏格兰发明家、兽医约翰·邓禄普。如今，该品牌的所有权由多家企业持有。